# Anaene squalida
Aclytia squalida là một loài bướm đêm thuộc phân họ Arctiinae, họ Erebidae.